# Paberkovalke
Paberkovalke (Des glaneuses) je oljna slika Jean-Françoisa Milleta, dokončana leta 1857.
Upodobljene so tri kmečke ženske, ki so po žetvi pobirale ostanke stebel pšenice. Slika je znana po tem, da z naklonjenostjo prikazuje življenje najnižjih slojev podeželske družbe; to so francoski višji sloji slabo sprejeli.

## Zgodovina
Milletovim Paberkovalkam je bila predhodnica navpična slika iz leta 1854 in jedkanica iz leta 1855. Millet je sliko razstavil na Salonu leta 1857. Takoj je dobil negativne kritike srednjih in višjih slojev, ki so na to temo gledali sumničavo: en likovni kritik je v njej dojemal zaskrbljujoč znak o "stanju 1793". Za njih je to opomnik, da je bila francoska družba zgrajena na podlagi dela delovnih množic, lastniki zemljišč pa so ta delavski razred povezovali z rastočim gibanjem socializma. Z upodobitvijo delavskega razreda v Paberkovalkah so se zgornji sloji počutili nelagodno glede njihovega statusa. Množice delavcev so močno presegale pripadnike višjega razreda. Ta nesorazmernost v številu je pomenila, da bi, če bi se spodnji razred prebudil, zgornji razred strmoglavili. Ker je bil spomin na francosko revolucijo še vedno svež v mislih višjih slojev, te slike vsekakor niso sprejeli z odobravanjem.
Slike prav tako niso dobro sprejeli zaradi njene velikosti, 84×112 centimetrov. To je bilo veliko za sliko, ki prikazuje delo. Običajno je bila ta velikost platna rezervirana za religiozne ali mitološke motive. V Milletovem delu ni bilo prikazano nič religioznega, niti ni bilo omembe nobenih mitoloških prepričanj. Slika je ponazarjala realističen pogled na revščino in delavski razred. En od kritikov je pripomnil, da »imajo njegove tri paberkovalke velikanske pretenzije, predstavljajo jih kot tri usode revščine ... njihova grdota in grobost sta neublaženi.« Medtem ko dejanje žalovanja ni bila nova tema - predstavitve Rut (osma knjiga Stare zaveze) so že obstajale v umetnosti - je bilo to novo delo izjava o revščini na podeželju in ne o svetopisemski pobožnosti: ni nobenega dotika biblijskega občutka za skupnost in sočutja v nasprotujočih si utelešenjih hude revščine v ospredju ter bogate letine v ozadju, obsijanim s soncem. Implicitna ironija je vzbujala vznemirjenje. Po Salonu je Millet, ki mu je primanjkovalo denarja, prodal svojo sliko za 3000 frankov - pod njegovo izklicno ceno 4000 - potem ko se je brez uspeha poskušal pogoditi z nekim Angležem po imenu Binder. Millet je poskušal beden izkupiček prikriti. Medtem ko Paberkovalke za časa njegovega življenja niso pridobile ugleda, je bilo po njegovi smrti leta 1875 njegovo delo vedno bolj cenjeno. Leta 1889 je bila slika, ki je bila takrat v lasti bankirja Ferdinanda Bischoffsheima, na dražbi prodana za 300.000 frankov. Kupec je ostal anonimen, toda širile so se govorice, da je sliko kupil ameriški kupec. Manj kot teden pozneje je bilo objavljeno, da je sliko pridobila Jeanne-Alexandrine Louise Pommery iz vinarske hiše Champagne Pommery, ki je utišala trače o domnevnih finančnih težavah, potem ko je grozdje pustila na trti več tednov dlje kot njeni konkurenti.
Ob smrti gospe Pommery leta 1891 in po njeni volji je bila slika podarjena Louvru. Zdaj jo hrani Musée d'Orsay v Parizu.

## Kompozicija
Kaj kažejo Paberkovalke? [Ženske] utelešajo živalsko silo, ki jo globoko prevzame mukotrpna naloga. Kontrast med bogastvom in revščino, močjo in nemočjo, moško in žensko sfero je silno upodobljen.

— Liana Vardi
V očitnem bogastvu žetve pšenice, ki jo v ozadju nalagajo gospodar in kmetje, Millet na nebu predstavlja roj ptic, pripravljene tudi kljuvati pozabljena zrna, kot paberkovalci v ospredju.
Sam slikar je izjavil da njegovemu temperamentu najbolj ustrezajo kmečki motivi, kot je ta na slici. Slika prikazuje kmetice, ki na polju pobirajo zrnje žita po žetvi. Tople barve in blago megličasto ozračje deluje pomirjajoče čeprav prikazuje skrajno revščino. To opravilo je bilo prepuščeno samo najsiromašnejšim, ker je zahtevalo ure mukotrpnega pripogibanja da bi nabrali dovolj zrnja za tek en kruh.
To je bila v tem času znana tema. Balzac v The Peasants postavlja prizor grofa de Montcorneta, ki izpodbija pravico do žetve. Dve leti pozneje je Jules Breton v skoraj prazničnem vzdušju posnel nasprotno od Milleta v filmu Le Rappel des glaneuses, kjer so prikazani brez trpljenja.
Kar se tiče njegove slike Moissonneurs (1852), je Millet lahko opazoval kmečke ženske v Chaillyju, spomnil se je odlomka iz Biblije, v katerem je prizor Boaz in Rut, prvi je omogočil, da je drugi pobral na njegovem polju in nato delil obrok delavcem.
Ta slika je del serije Milletovih slik, ki ponazarjajo kmečko življenje.

## Zapuščina
Paberkovalke so eno Milletovih najbolj znanih del. Podobe upogiba kmečkih žensk so bile parafrazirane v delih mlajših umetnikov, kot so Pissarro, Renoir, Seurat in van Gogh. Umetnostni zgodovinar Robert Rosenblum pravi, da je Milletova slika uvedla »novo držo v repertoarju umetnosti sredine stoletja, z brezštevilnimi potomci v mestu in na podeželju. Perice Daumierja in Degasa, še bolj pa Caillebottovi Brusilci parketa (Les raboteurs de parquet), so skoraj nepredstavljive brez Milletove epske hvalnice delu« .
Paberkovalke predstavljajo dokaze o vlogi Milleta kot sodobnega družbenega kritika. Njegova brutalna upodobitev treh zgrbljenih ženskih rev, ločenih od delavcev in obilna letina v daljavi, kažeta njegovo pozornost, če ne nujno naklonjenost, mizeriji najrevnejših članov skupnosti okoli Barbizona in njegovega večjega soseda, mesta Chailly, kot območje, ki je doživljalo vse večje težave francoske modernizaciji. Le približno petintrideset milj od francoske prestolnice (kjer se je število prebivalstva med letoma 1831 in 1851 podvojilo) je bila bogata široka ravnica, ki meji na Fontainebleauški gozd, med najzgodnejšimi z železniško povezavo do Pariza, ki se je zlahka posvetila hranjenju rastočega mesta. Študije o preobrazbi podeželske Francije v 19. stoletju ugotavljajo, da se je v zadnji četrtini stoletja v severni Franciji in pariškem bazenu kmečko življenje le malo spremenilo. Milletova predstavitev razrednega konflikta na velikih kmetijah je bila tako v 1850-ih edinstveno moderna.
Slika je navdihnila ime izdelovalca kombajnov, Gleaner Manufacturing Company. 
Slika je navdihnila film Les glaneurs et la glaneuse, o katerem govori Agnes Varda.